# Temporada 2023 del fútbol boliviano
La Temporada 2023 del fútbol boliviano comprende todas las actividades supeditadas por la Federación Boliviana de Fútbol en lo que refiere a las competiciones en las categorías profesional y aficionado, tanto de carácter nacional e internacional, disputadas por clubes bolivianos, y también por las selecciones nacionales de este país, en sus diversas categorías llevadas a cabo durante todo el año 2023, desde el 1 de enero hasta el 31 de diciembre.

## Campeonatos de Selecciones

### Masculino

#### Torneos oficiales
| Nivel  | Torneo                                                   | Campeonato                           | Campeón        |
| ------ | -------------------------------------------------------- | ------------------------------------ | -------------- |
| ABS    | Clasificación de Conmebol para la Copa Mundial de Fútbol | Canadá, Estados Unidos y México 2026 | Por disputarse |
| Sub-20 | Campeonato Sudamericano de Fútbol Sub-20                 | Edición 2023                         | Brasil         |
| Sub-17 | Campeonato Sudamericano de Fútbol Sub-17                 | Edición 2023                         | Brasil         |

## Campeonatos de Clubes Nacionales

### Masculino
| Nivel  | Torneo                                               | Campeonato                                     | Campeón         |
| ------ | ---------------------------------------------------- | ---------------------------------------------- | --------------- |
| 1      | División Profesional del Fútbol Boliviano            | Edición 2023                                   | The Strongest   |
| 1      | Copa de la División Profesional del Fútbol Boliviano | Copa de la División Profesional 2023           | En juego.       |
| 2      | Nacional "B" - Copa Simón Bolívar                    | Copa Simón Bolívar 2023                        | G.V San José    |
| Sub-21 | Torneo de Promoción y Reservas de Bolivia Sub-21     | Torneo de Promoción y Reservas de Bolivia 2023 | Por disputarse. |
| Sub-19 | Copa Bolivia Sub-20                                  | Edición 2023                                   | Always Ready    |
| Sub-17 | Liga Nacional Sub-17                                 | Edición 2023                                   | Por disputarse. |
| Sub-15 | Liga Nacional Sub-15                                 | Edición 2023                                   | Por disputarse. |

### Femenino
| Nivel  | Torneo                                  | Campeonato                       | Campeón              |
| ------ | --------------------------------------- | -------------------------------- | -------------------- |
| 1      | Campeonato Boliviano de Fútbol Femenino | Copa Simón Bolívar Femenina 2023 | Always ReadyFemenino |
| Sub-18 | Liga Nacional Sub-18                    | Edición 2023                     | Por disputarse.      |
| Sub-16 | Liga de Desarrollo Conmebol Sub-16.     | Edición 2023                     | En juego             |

## Campeonatos Nacionales Inter-Asociaciones

### Masculino
| Nivel  | Torneo                                                | Campeonato                                 | Campeón         |
| ------ | ----------------------------------------------------- | ------------------------------------------ | --------------- |
| Sub-19 | Torneo Nacional de Selecciones Departamentales Sub-19 | Campeonato Nacional Sub-19 Tarija 2023     | Por disputarse. |
| Sub-17 | Torneo Nacional de Selecciones Departamentales Sub-17 | Campeonato Nacional Sub-17 Chuquisaca 2023 | Por disputarse. |
| Sub-15 | Torneo Nacional de Selecciones Departamentales Sub-15 | Campeonato Nacional Sub-15 Beni 2023       | Por disputarse. |

### Femenino
| Nivel  | Torneo                                                | Campeonato                                 | Campeón         |
| ------ | ----------------------------------------------------- | ------------------------------------------ | --------------- |
| Sub-19 | Torneo Nacional de Selecciones Departamentales Sub-19 | Campeonato Nacional Sub-19 Santa Cruz 2023 | Por disputarse. |
| Sub-16 | Torneo Nacional de Selecciones Departamentales Sub-17 | Campeonato Nacional Sub-17 La Paz 2023     | Por disputarse. |

## Campeonatos de Clubes Departamentales

### Masculino
| Nivel | Torneo                                           | Campeonato                          | Campeón            |
| ----- | ------------------------------------------------ | ----------------------------------- | ------------------ |
| 2 - 3 | Asociación Beniana de Fútbol (ABF) - Primera "A" | ABF Primera "A" - 2023              | Por disputarse     |
| 2 - 3 | Liga Provincial del Fútbol Beniano               | Campeonato de Clubes Campeones 2023 | C.D. Los Almendros |
| 4     | Asociación Beniana de Fútbol (ABF) - Primera "B" | ABF Primera "B" - 2022/23           | En juego           |
| 4     | Asociación Beniana de Fútbol (ABF) - Primera "B" | ABF Primera "B" - 2023/24           | Por disputarse     |

| Nivel | Torneo                                                         | Campeonato                          | Campeón              |
| ----- | -------------------------------------------------------------- | ----------------------------------- | -------------------- |
| 2 - 3 | Asociación Chuquisaqueña de Fútbol (ACHF) - Primera "A"        | ACHF Primera "A" - 2023             | Fancesa              |
| 2 - 3 | Liga Provincial del Fútbol Chuquisaqueño                       | Campeonato de Clubes Campeones 2023 | Independiente Recreo |
| 4     | Asociación Chuquisaqueña de Fútbol (ACHF) - Primera "B"        | ACHF Primera "B" - 2023             | Atletico Sajina      |
| 5     | Asociación Chuquisaqueña de Fútbol (ACHF) - Primera de Ascenso | ACHF Primera de Ascenso - 2023      | Por disputarse       |
| 6     | Asociación Chuquisaqueña de Fútbol (ACHF) - Segunda de Ascenso | ACHF Segunda de Ascenso - 2023      | Por disputarse       |

| Nivel | Torneo                                                        | Campeonato                          | Campeón        |
| ----- | ------------------------------------------------------------- | ----------------------------------- | -------------- |
| 2 - 3 | Asociación de Fútbol de Cochabamba (AFC) - Primera "A"        | AFC Primera "A" - 2023              | Pasión Celeste |
| 2 - 3 | Liga Provincial del Fútbol Cochabambino                       | Campeonato de Clubes Campeones 2023 | Real Mizque    |
| 4     | Asociación de Fútbol de Cochabamba (AFC) - Primera "B"        | AFC Primera "B" - 2023              | Por disputarse |
| 5     | Asociación de Fútbol de Cochabamba (AFC) - Primera de Ascenso | AFC Primera de Ascenso - 2023       | Por disputarse |
| 6     | Asociación de Fútbol de Cochabamba (AFC) - Segunda de Ascenso | AFC Segunda de Ascenso - 2023       | Por disputarse |
| 7     | Asociación de Fútbol de Cochabamba (AFC) - Tercera de Ascenso | AFC Tercera de Ascenso - 2023       | Por disputarse |

| Nivel | Torneo                                                     | Campeonato                             | Campeón               |
| ----- | ---------------------------------------------------------- | -------------------------------------- | --------------------- |
| 2 - 3 | Asociación de Fútbol La Paz (AFLP) - Primera "A"           | AFLP Primera "A" - 2023                | Por disputarse        |
| 2 - 3 | Liga Provincial Paceña de Fútbol                           | Campeonato de Clubes Campeones 2022/23 | Huayna Potosí Palcoco |
| 2 - 3 | Liga Provincial Paceña de Fútbol                           | Campeonato de Clubes Campeones 2023/24 | Sporting Coroico      |
| 4     | Asociación de Fútbol La Paz (AFLP) - Primera "B"           | AFLP Primera "B" - 2023                | Por disputarse        |
| 5     | Asociación de Fútbol de La Paz (AFLP) - Primera de Ascenso | AFLP Primera de Ascenso - 2023         | Por disputarse        |
| 6     | Asociación de Fútbol de La Paz (AFLP) - Segunda de Ascenso | AFLP Segunda de Ascenso - 2023         | Por disputarse        |

| Nivel | Torneo                                                   | Campeonato                                 | Campeón        |
| ----- | -------------------------------------------------------- | ------------------------------------------ | -------------- |
| 2 - 3 | Asociación de Fútbol de Oruro (AFO) - Primera "A"        | AFO Primera "A" - 2023: Torneo Adecuación  | E.M.Huanuni    |
| 2 - 3 | Asociación de Fútbol de Oruro (AFO) - Primera "A"        | AFO Primera "A" - 2023/24: Torneo Apertura | Por disputarse |
| 2 - 3 | Liga Provincial de Fútbol de Oruro                       | Campeonato de Clubes Campeones 2023        | C.M. Poopó     |
| 4     | Asociación de Fútbol de Oruro (AFO) - Primera "B"        | AFO Primera "B"- 2023                      | Por disputarse |
| 5     | Asociación de Fútbol de Oruro (AFO) - Primera de Ascenso | AFO Primera de Ascenso - 2023              | Por disputarse |
| 6     | Asociación de Fútbol de Oruro (AFO) - Segunda de Ascenso | AFO Segunda de Ascenso - 2023              | Por disputarse |
| 7     | Asociación de Fútbol de Oruro (AFO) - Tercera de Ascenso | AFO Tercera de Ascenso - 2023              | Por disputarse |

| Nivel | Torneo                                           | Campeonato                                 | Campeón        |
| ----- | ------------------------------------------------ | ------------------------------------------ | -------------- |
| 2 - 3 | Asociación Pandina de Fútbol (APF) - Primera "A  | APF Primera "A" - 2023: Torneo Adecuación  | Moto Club      |
| 2 - 3 | Asociación Pandina de Fútbol (APF) - Primera "A  | APF Primera "A" - 2023/24: Torneo Clausura | Por disputarse |
| 4     | Asociación Pandina de Fútbol (APF) - Primera "B" | APF Primera "B" - 2023                     | Por disputarse |

| Nivel | Torneo                                                 | Campeonato                                 | Campeón              |
| ----- | ------------------------------------------------------ | ------------------------------------------ | -------------------- |
| 2 - 3 | Asociación de Fútbol Potosí (AFP) - Primera "A"        | AFP Primera "A" - 2023: Torneo Adecuación  | Stormers San Lorenzo |
| 2 - 3 | Asociación de Fútbol Potosí (AFP) - Primera "A"        | AFP Primera "A" - 2023/24: Torneo Clausura | Real Potosí          |
| 2 - 3 | Liga Provincial Potosina de Fútbol                     | Campeonato de Clubes Campeones 2023        | Huracán Tupiza       |
| 4     | Asociación de Fútbol Potosí (AFP) - Primera "B"        | AFP Primera "B" - 2023                     | Por disputarse       |
| 5     | Asociación de Fútbol Potosí (AFP) - Primera de Ascenso | AFP Primera de Ascenso - 2023              | Por disputarse       |

| Nivel | Torneo                                                  | Campeonato                          | Campeón         |
| ----- | ------------------------------------------------------- | ----------------------------------- | --------------- |
| 2 - 3 | Asociación Cruceña de Fútbol (ACF) - Primera "A"        | ACF Primera "A" - 2023              | Por disputarse. |
| 2 - 3 | Liga Provincial Cruceña de Fútbol                       | Campeonato de Clubes Campeones 2023 | River 66        |
| 4     | Asociación Cruceña de Fútbol (ACF) - Primera "B"        | ACF Primera "B" - 2023              | Por disputarse. |
| 5     | Asociación Cruceña de Fútbol (ACF) - Primera de Ascenso | ACF Primera de Ascenso - 2023       | Por disputarse. |
| 6     | Asociación Cruceña de Fútbol (ACF) - Segunda de Ascenso | ACF Segunda de Ascenso - 2023       | Por disputarse. |
| 7     | Asociación Cruceña de Fútbol (ACF) - Tercera de Ascenso | ACF Tercera de Ascenso - 2023       | Por disputarse. |

| Nivel | Torneo                                                   | Campeonato                          | Campeón                  |
| ----- | -------------------------------------------------------- | ----------------------------------- | ------------------------ |
| 2 - 3 | Asociación Tarijeña de Fútbol (ATF) - Primera "A"        | ATF Primera "A" - 2023              | Por disputarse.          |
| 2 - 3 | Liga Provincial Tarijeña de Fútbol                       | Campeonato de Clubes Campeones 2023 | Municipalidad de Yacuiba |
| 4     | Asociación Tarijeña de Fútbol (ATF) - Primera "B"        | ATF Primera "B" - 2023              | Por disputarse.          |
| 5     | Asociación Tarijeña de Fútbol (ATF) - Primera de Ascenso | ATF Primera de Ascenso - 2023       | Por disputarse.          |
| 6     | Asociación Tarijeña de Fútbol (ATF) - Segunda de Ascenso | ATF Segunda de Ascenso - 2023       | Por disputarse.          |
| 7     | Asociación Tarijeña de Fútbol (ATF) - Tercera de Ascenso | ATF Tercera de Ascenso - 2023       | Por disputarse.          |

### Femenino
| Asociación        | Torneo                                      | Campeonato   | Campeón         |
| ----------------- | ------------------------------------------- | ------------ | --------------- |
| Beni (ABF)        | Campeonato Beniano de Fútbol Femenino       | Edición 2023 | Por disputarse. |
| Chuquisaca (ACHF) | Campeonato Chuquisaqueño de Fútbol Femenino | Edición 2023 | Por disputarse. |
| Cochabamba (AFC)  | Campeonato Cochabambino de Fútbol Femenino  | Edición 2023 | Por disputarse. |
| La Paz (AFLP)     | Campeonato Paceño de Fútbol Femenino        | Edición 2023 | Por disputarse. |
| Oruro (AFO)       | Campeonato Orureño de Fútbol Femenino       | Edición 2023 | Por disputarse. |
| Pando (APF)       | Campeonato Pandino de Fútbol Femenino       | Edición 2023 | Por disputarse. |
| Potosí (AFP)      | Campeonato Potosino de Fútbol Femenino      | Edición 2023 | Por disputarse. |
| Santa Cruz (ACF)  | Campeonato Cruceño de Fútbol Femenino       | Edición 2023 | Por disputarse. |
| Tarija (ATF)      | Campeonato Tarijeño de Fútbol Femenino      | Edición 2023 | Por disputarse. |

## Selección Absoluta Masculina

### Enfrentamientos
| Fecha                                         | Recinto                                 | Rival          | Marcador | Competencia | Goles Anotados |
| --------------------------------------------- | --------------------------------------- | -------------- | -------- | ----------- | -------------- |
| 18/03/2023                                    | Por definir, Washington D.C             | Guatemala      | -        | Amistoso    |                |
| 24/03/2023                                    | Ciudad Deportiva del Rey Abdullah, Yeda | Uzbekistán     | -        | Amistoso    |                |
| 28/03/2023                                    | Ciudad Deportiva del Rey Abdullah, Yeda | Arabia Saudita | -        | Amistoso    |                |
| Por definir                                   | Por definir                             | Por definir    | -        | Amistoso    |                |
| Actualizado el 25 de enero de 2022, 02:12 UTC |                                         |                |          |             |                |

### Goleadores
|                                               | Jugador | Equipo       | Anotado |
| --------------------------------------------- | ------- | ------------ | ------- |
| 1.°                                           |         | Bandera de ? | -       |
| 2.°                                           |         | Bandera de ? | -       |
| Actualizado el 30 de enero de 2023, 00:07 UTC |         |              |         |

## Selecciones Masculinas Menores - Enfrentamientos

### Selección sub-20 Masculina
| Fecha      | Recinto                         | Rival     | Marcador | Competencia         | Goles Anotados         |
| ---------- | ------------------------------- | --------- | -------- | ------------------- | ---------------------- |
| 20/01/2023 | Estadio Deportivo Cali, Palmira | Venezuela | 1 - 0    | Sudamericano Sub-20 | Fernando Nava 52'      |
| 22/01/2023 | Estadio Deportivo Cali, Palmira | Ecuador   | 0 - 1    | Sudamericano Sub-20 |                        |
| 24/01/2023 | Estadio Deportivo Cali, Palmira | Chile     | 1 - 0    | Sudamericano Sub-20 |                        |
| 26/01/2023 | Estadio Deportivo Cali, Palmira | Uruguay   | 1 - 4    | Sudamericano Sub-20 | Pablo Luján 5' (penal) |

### Selección sub-17 Masculina
| Fecha       | Recinto     | Rival       | Marcador | Competencia | Goles Anotados |
| ----------- | ----------- | ----------- | -------- | ----------- | -------------- |
| Por definir | Por definir | Por definir | -        | Amistoso    |                |

### Selección sub-15 Masculina
| Fecha       | Recinto     | Rival       | Marcador | Competencia | Goles Anotados |
| ----------- | ----------- | ----------- | -------- | ----------- | -------------- |
| Por definir | Por definir | Por definir | -        | Amistoso    |                |

## Selección Absoluta Femenina

### Enfrentamientos
| Fecha | Recinto     | Rival | Marcador | Competencia | Goles Anotados |
| ----- | ----------- | ----- | -------- | ----------- | -------------- |
|       | Por definir |       | -        | Amistoso    |                |

## Selecciones Femeninas Menores - Enfrentamientos

### Selección sub-20 Femenina
| Fecha | Recinto     | Rival | Marcador | Competencia | Goles Anotados |
| ----- | ----------- | ----- | -------- | ----------- | -------------- |
|       | Por definir |       | -        | Amistoso    |                |

### Selección sub-17 Femenina
| Fecha | Recinto     | Rival | Marcador | Competencia | Goles Anotados |
| ----- | ----------- | ----- | -------- | ----------- | -------------- |
|       | Por definir |       | -        | Amistoso    |                |

## Primera División - Copa Tigo 2023

### Clubes participantes
| Equipo                  | Ciudad                  | Estadio                | Capacidad | Proveedor       | Auspiciador                                                         |
| ----------------------- | ----------------------- | ---------------------- | --------- | --------------- | ------------------------------------------------------------------- |
| Always Ready            | El Alto                 | Municipal de El Alto   | 25 000    | Marathon Sports | Ver lista Las Loritas Edificios Suzuki                              |
| Atlético Palmaflor      | Villa Tunari            | Bicentenario           | 25 000    | Forte Athletic  | Ver lista Maxus Centro Comercial Privado av-g77 Tigo                |
| Aurora                  | Cochabamba              | Félix Capriles         | 32 000    | Marathon Sports | Tigo                                                                |
| Blooming                | Santa Cruz de la Sierra | Ramón Aguilera Costas  | 38 500    | Marathon Sports | KIA Motors                                                          |
| Bolívar                 | La Paz                  | Hernando Siles         | 42 000    | Puma            | Suzuki                                                              |
| Guabirá                 | Montero                 | Gilberto Parada        | 18 000    | Forte Athletic  | Ver lista Azúcar Guabirá Celina Grupo Paz                           |
| Independiente Petrolero | Sucre                   | Olímpico Patria        | 30 000    | Red White       | Ver lista CESSA UTB Tigo Fancesa                                    |
| Jorge Wilstermann       | Cochabamba              | Félix Capriles         | 32 000    | Forte Athletic  | Ver lista Campero Nacional Quantum Bolivia Branding Bellido Camargo |
| Libertad Gran Mamoré    | Trinidad                | Gran Mamoré            | 15 000    | Parabero Sport  | Ver lista Moxos UTB Serna Motor Ingevida                            |
| Nacional Potosí         | Potosí                  | Víctor Agustín Ugarte  | 30 000    | Willys Athletic | Ver lista BCP ISS Santa María                                       |
| Oriente Petrolero       | Santa Cruz de la Sierra | Ramón Aguilera Costas  | 38 500    | Marathon Sports | Chevrolet                                                           |
| Real Santa Cruz         | Santa Cruz de la Sierra | Real Santa Cruz        | 12 000    | Arce Sport      | GAC Motor                                                           |
| Real Tomayapo           | Tarija                  | IV Centenario          | 20 000    | LEA Sport       | Alta Vida                                                           |
| Royal Pari              | Santa Cruz de la Sierra | Ramón Aguilera Costas  | 38 500    | Marathon Sports | Ver lista Grupo Sion Kalomai Park                                   |
| The Strongest           | La Paz                  | Hernando Siles         | 42 000    | Marathon Sports | Las Loritas Edificios                                               |
| Universitario de Vinto  | Vinto                   | Hipólito Lazarte       | 2000      | Oxígeno Wear    | Ver lista UTB Tigo                                                  |
| Vaca Díez               | Cobija                  | Roberto Jordán Cuellar | 24 000    | Arce Sport      | Ver lista Universidad Amazónica de Pando Pando Avanza PikotAgua     |

### División Profesional 2023
| Pos. | Equipo                  | Pts. | PJ | G  | E  | P  | GF | GC | Dif. | Clasificación                                      |
| ---- | ----------------------- | ---- | -- | -- | -- | -- | -- | -- | ---- | -------------------------------------------------- |
| 1    | The Strongest (C)       | 65   | 32 | 19 | 8  | 5  | 65 | 34 | +31  | Clasifica a la fase de grupos de Copa Libertadores |
| 2    | Bolívar                 | 57   | 32 | 17 | 6  | 9  | 84 | 42 | +42  |                                                    |
| 3    | Always Ready            | 57   | 32 | 16 | 9  | 7  | 54 | 36 | +18  |                                                    |
| 4    | Nacional Potosí         | 54   | 32 | 16 | 6  | 10 | 72 | 46 | +26  |                                                    |
| 5    | Aurora                  | 51   | 32 | 14 | 9  | 9  | 45 | 31 | +14  |                                                    |
| 6    | Real Tomayapo           | 49   | 32 | 13 | 10 | 9  | 36 | 34 | +2   |                                                    |
| 7    | Real Santa Cruz         | 46   | 32 | 13 | 7  | 12 | 31 | 42 | −11  |                                                    |
| 8    | Jorge Wilstermann       | 43   | 32 | 12 | 13 | 7  | 39 | 27 | +12  |                                                    |
| 9    | Oriente Petrolero       | 43   | 32 | 11 | 10 | 11 | 44 | 42 | +2   |                                                    |
| 10   | Universitario de Vinto  | 41   | 32 | 9  | 14 | 9  | 30 | 28 | +2   |                                                    |
| 11   | Independiente Petrolero | 40   | 32 | 13 | 1  | 18 | 33 | 45 | −12  |                                                    |
| 12   | Royal Pari              | 35   | 32 | 8  | 11 | 13 | 40 | 53 | −13  |                                                    |
| 13   | Guabirá                 | 35   | 32 | 10 | 5  | 17 | 34 | 49 | −15  |                                                    |
| 14   | Blooming                | 33   | 32 | 9  | 6  | 17 | 37 | 56 | −19  |                                                    |
| 15   | Libertad Gran Mamoré    | 33   | 32 | 9  | 6  | 17 | 32 | 65 | −33  |                                                    |
| 16   | Vaca Díez               | 32   | 32 | 8  | 8  | 16 | 42 | 61 | −19  |                                                    |
| 17   | Palmaflor del Trópico   | 29   | 32 | 8  | 5  | 19 | 32 | 59 | −27  |                                                    |

 Fuente: FBF
Notas:
1. ↑  Jorge Wilstermann fue sancionado con la reducción de seis puntos por deudas pendientes.[1]

|                                                                                                  |
| Bandera de Bolivia                                                                               |
| Campeón Por definir ?.° título de División Profesional ?.° título de Primera División de Bolivia |

### Copa de la División Profesional 2023

##### Serie A
| Pos. | Equipo               | Pts. | PJ | G | E | P | GF | GC | Dif. | Clasificación |
| ---- | -------------------- | ---- | -- | - | - | - | -- | -- | ---- | ------------- |
| 1    | Bolívar              | 24   | 10 | 8 | 0 | 2 | 24 | 7  | +17  | Liguilla      |
| 2    | Jorge Wilstermann    | 17   | 10 | 5 | 2 | 3 | 20 | 11 | +9   | Liguilla      |
| 3    | Royal Pari           | 13   | 10 | 4 | 1 | 5 | 14 | 15 | −1   | Liguilla      |
| 4    | Libertad Gran Mamoré | 13   | 10 | 4 | 1 | 5 | 10 | 17 | −7   |               |
| 5    | Real Tomayapo        | 12   | 10 | 3 | 3 | 4 | 7  | 13 | −6   |               |
| 6    | Oriente Petrolero    | 6    | 10 | 1 | 3 | 6 | 7  | 19 | −12  |               |

 Fuente: FBF

##### Serie B
| Pos. | Equipo                | Pts. | PJ | G | E | P | GF | GC | Dif. | Clasificación |
| ---- | --------------------- | ---- | -- | - | - | - | -- | -- | ---- | ------------- |
| 1    | Aurora                | 13   | 8  | 3 | 4 | 1 | 5  | 4  | +1   | Liguilla      |
| 2    | The Strongest         | 12   | 8  | 3 | 3 | 2 | 10 | 6  | +4   | Liguilla      |
| 3    | Guabirá               | 11   | 8  | 3 | 2 | 3 | 9  | 7  | +2   |               |
| 4    | Palmaflor del Trópico | 10   | 8  | 2 | 4 | 2 | 5  | 5  | 0    |               |
| 5    | Real Santa Cruz       | 6    | 8  | 1 | 3 | 4 | 4  | 11 | −7   |               |

 Fuente: FBF

##### Serie C
| Pos. | Equipo                  | Pts. | PJ | G | E | P | GF | GC | Dif. | Clasificación |
| ---- | ----------------------- | ---- | -- | - | - | - | -- | -- | ---- | ------------- |
| 1    | Blooming                | 22   | 10 | 7 | 1 | 2 | 16 | 8  | +8   | Liguilla      |
| 2    | Always Ready            | 15   | 10 | 4 | 3 | 3 | 20 | 17 | +3   | Liguilla      |
| 3    | Universitario de Vinto  | 15   | 10 | 4 | 3 | 3 | 17 | 17 | 0    | Liguilla      |
| 4    | Nacional Potosí         | 12   | 10 | 3 | 3 | 4 | 20 | 17 | +3   |               |
| 5    | Vaca Díez               | 12   | 10 | 4 | 0 | 6 | 14 | 21 | −7   |               |
| 6    | Independiente Petrolero | 8    | 10 | 2 | 2 | 6 | 10 | 17 | −7   |               |

 Fuente: FBF

##### Liguilla final
|  | Cuartos de final                                    | Cuartos de final                                    | Cuartos de final                                    | Cuartos de final                                    | Cuartos de final                                    |   |            | Semifinales                                       | Semifinales                                       | Semifinales                                       | Semifinales                                       | Semifinales                                       |  |         | Final                                          | Final                                          | Final                                          | Final                                          | Final                                          |  |
|  | 28-29 de noviembre (ida) 9-10 de diciembre (vuelta) | 28-29 de noviembre (ida) 9-10 de diciembre (vuelta) | 28-29 de noviembre (ida) 9-10 de diciembre (vuelta) | 28-29 de noviembre (ida) 9-10 de diciembre (vuelta) | 28-29 de noviembre (ida) 9-10 de diciembre (vuelta) |   |            | 11-12 de diciembre (ida) 14 de diciembre (vuelta) | 11-12 de diciembre (ida) 14 de diciembre (vuelta) | 11-12 de diciembre (ida) 14 de diciembre (vuelta) | 11-12 de diciembre (ida) 14 de diciembre (vuelta) | 11-12 de diciembre (ida) 14 de diciembre (vuelta) |  |         | 16 de diciembre (ida) 18 de diciembre (vuelta) | 16 de diciembre (ida) 18 de diciembre (vuelta) | 16 de diciembre (ida) 18 de diciembre (vuelta) | 16 de diciembre (ida) 18 de diciembre (vuelta) | 16 de diciembre (ida) 18 de diciembre (vuelta) |  |
|  |                                                     |                                                     |                                                     |                                                     |                                                     |   |            |                                                   |                                                   |                                                   |                                                   |                                                   |  |         |                                                |                                                |                                                |                                                |                                                |  |
|  |                                                     |                                                     |                                                     |                                                     |                                                     |   |            |                                                   |                                                   |                                                   |                                                   |                                                   |  |         |                                                |                                                |                                                |                                                |                                                |  |
|  | Aurora                                              | Aurora                                              | 1                                                   | 4                                                   | 5                                                   |   |            |                                                   |                                                   |                                                   |                                                   |                                                   |  |         |                                                |                                                |                                                |                                                |                                                |  |
|  | Aurora                                              | Aurora                                              | 1                                                   | 4                                                   | 5                                                   |   |            |                                                   |                                                   |                                                   |                                                   |                                                   |  |         |                                                |                                                |                                                |                                                |                                                |  |
|  | Always Ready                                        | Always Ready                                        | 0                                                   | 1                                                   | 1                                                   |   |            |                                                   |                                                   |                                                   |                                                   |                                                   |  |         |                                                |                                                |                                                |                                                |                                                |  |
|  | Always Ready                                        | Always Ready                                        | 0                                                   | 1                                                   | 1                                                   |   | Aurora     | Aurora                                            | 1                                                 | 1                                                 | 2                                                 |                                                   |  |         |                                                |                                                |                                                |                                                |                                                |  |
|  |                                                     |                                                     |                                                     |                                                     |                                                     |   | Aurora     | Aurora                                            | 1                                                 | 1                                                 | 2                                                 |                                                   |  |         |                                                |                                                |                                                |                                                |                                                |  |
|  |                                                     |                                                     | Bolívar                                             | Bolívar                                             | 3                                                   | 0 | 3          |                                                   |                                                   |                                                   |                                                   |                                                   |  |         |                                                |                                                |                                                |                                                |                                                |  |
|  | Bolívar                                             | Bolívar                                             | Bolívar                                             | Bolívar                                             | 3                                                   | 0 | 3          | 1                                                 | 2                                                 | 3 (3)                                             |                                                   |                                                   |  |         |                                                |                                                |                                                |                                                |                                                |  |
|  | Bolívar                                             | Bolívar                                             |                                                     |                                                     |                                                     |   |            |                                                   |                                                   | 3 (3)                                             |                                                   |                                                   |  |         |                                                |                                                |                                                |                                                |                                                |  |
|  | Universitario de Vinto                              | Universitario de Vinto                              | 1                                                   | 2                                                   | 3 (2)                                               |   |            |                                                   |                                                   |                                                   |                                                   |                                                   |  |         |                                                |                                                |                                                |                                                |                                                |  |
|  | Universitario de Vinto                              | Universitario de Vinto                              | 1                                                   | 2                                                   | 3 (2)                                               |   |            |                                                   |                                                   |                                                   |                                                   |                                                   |  | Bolívar | Bolívar                                        | 2                                              | 1                                              | 3                                              |                                                |  |
|  |                                                     |                                                     |                                                     |                                                     |                                                     |   |            |                                                   |                                                   |                                                   |                                                   |                                                   |  | Bolívar | Bolívar                                        | 2                                              | 1                                              | 3                                              |                                                |  |
|  |                                                     |                                                     | Jorge Wilstermann                                   | Jorge Wilstermann                                   | 1                                                   | 0 | 1          |                                                   |                                                   |                                                   |                                                   |                                                   |  |         |                                                |                                                |                                                |                                                |                                                |  |
|  | Blooming                                            | Blooming                                            | Jorge Wilstermann                                   | Jorge Wilstermann                                   | 1                                                   | 0 | 1          | 0                                                 | 1                                                 | 1                                                 |                                                   |                                                   |  |         |                                                |                                                |                                                |                                                |                                                |  |
|  | Blooming                                            | Blooming                                            |                                                     |                                                     |                                                     |   |            |                                                   |                                                   | 1                                                 |                                                   |                                                   |  |         |                                                |                                                |                                                |                                                |                                                |  |
|  | Royal Pari                                          | Royal Pari                                          | 0                                                   | 2                                                   | 2                                                   |   |            |                                                   |                                                   |                                                   |                                                   |                                                   |  |         |                                                |                                                |                                                |                                                |                                                |  |
|  | Royal Pari                                          | Royal Pari                                          | 0                                                   | 2                                                   | 2                                                   |   | Royal Pari | Royal Pari                                        | 0                                                 | 2                                                 | 2                                                 |                                                   |  |         |                                                |                                                |                                                |                                                |                                                |  |
|  |                                                     |                                                     |                                                     |                                                     |                                                     |   | Royal Pari | Royal Pari                                        | 0                                                 | 2                                                 | 2                                                 |                                                   |  |         |                                                |                                                |                                                |                                                |                                                |  |
|  |                                                     |                                                     | Jorge Wilstermann                                   | Jorge Wilstermann                                   | 2                                                   | 1 | 3          |                                                   |                                                   |                                                   |                                                   |                                                   |  |         |                                                |                                                |                                                |                                                |                                                |  |
|  | The Strongest                                       | The Strongest                                       | Jorge Wilstermann                                   | Jorge Wilstermann                                   | 2                                                   | 1 | 3          | 2                                                 | 0                                                 | 2                                                 |                                                   |                                                   |  |         |                                                |                                                |                                                |                                                |                                                |  |
|  | The Strongest                                       | The Strongest                                       |                                                     |                                                     |                                                     |   |            |                                                   |                                                   | 2                                                 |                                                   |                                                   |  |         |                                                |                                                |                                                |                                                |                                                |  |
|  | Jorge Wilstermann                                   | Jorge Wilstermann                                   | 1                                                   | 2                                                   | 3                                                   |   |            |                                                   |                                                   |                                                   |                                                   |                                                   |  |         |                                                |                                                |                                                |                                                |                                                |  |
|  | Jorge Wilstermann                                   | Jorge Wilstermann                                   | 1                                                   | 2                                                   | 3                                                   |   |            |                                                   |                                                   |                                                   |                                                   |                                                   |  |         |                                                |                                                |                                                |                                                |                                                |  |
|  |                                                     |                                                     |                                                     |                                                     |                                                     |   |            |                                                   |                                                   |                                                   |                                                   |                                                   |  |         |                                                |                                                |                                                |                                                |                                                |  |

- Nota: En cada llave, el equipo que ocupa la primera línea fue el local en el partido de vuelta.
- La hora de cada encuentro corresponde al huso horario que rige a Bolivia (UTC-4).

| Ida; 16 de diciembre | Jorge Wilstermann | 1 – 2   | Bolívar                           | Estadio Félix Capriles, Cochabamba |                          |
| 20:00                | Amaral 90+1'      | Reporte | - Rodríguez 51' - F. da Costa 82' | Árbitro(s): Jordy Alemán           | Árbitro(s): Jordy Alemán |

|                                                                |
| Bandera de Bolivia                                             |
| Campeón Por definir ?.° título de Copa de División Profesional |

### Tabla acumulada Temporada 2023
Se determinó con la sumatoria de todos los puntos obtenidos, dividiéndose entre los partidos jugados, de los dos torneos de la temporada 2023: la fase de grupos de la Copa y el torneo de Liga. Se utilizó la siguiente tabla para la clasificación a la Copa Libertadores y a la Copa Sudamericana de 2024. También para determinar los descensos.
 Actualizado el 8 de diciembre de 2023.
| Pos. | Equipo                    | Promedio | Pts. | PJ | PG | PE | PP | GF  | GC | Dif. |
| ---- | ------------------------- | -------- | ---- | -- | -- | -- | -- | --- | -- | ---- |
| 1.º  | Bolívar                   | 1,928    | 81   | 42 | 25 | 6  | 11 | 108 | 49 | +59  |
| 2.º  | The Strongest             | 1,925    | 77   | 40 | 22 | 11 | 7  | 75  | 40 | +35  |
| 3.º  | Always Ready              | 1,714    | 72   | 42 | 20 | 12 | 10 | 74  | 53 | +21  |
| 4.º  | Aurora                    | 1,600    | 64   | 40 | 17 | 13 | 10 | 50  | 35 | +15  |
| 5.º  | Nacional Potosí           | 1,571    | 66   | 42 | 19 | 9  | 14 | 92  | 63 | +29  |
| 6.º  | Real Tomayapo             | 1,452    | 61   | 42 | 16 | 13 | 13 | 43  | 47 | –4   |
| 7.º  | Jorge Wilstermann         | 1,428    | 60   | 42 | 17 | 15 | 10 | 59  | 38 | +21  |
| 8.º  | Universitario de Vinto    | 1,333    | 56   | 42 | 13 | 17 | 12 | 47  | 45 | +2   |
| 9.º  | Blooming                  | 1,309    | 55   | 42 | 16 | 7  | 19 | 53  | 64 | –11  |
| 10.º | Real Santa Cruz           | 1,300    | 52   | 40 | 14 | 10 | 16 | 35  | 53 | –18  |
| 11.º | Oriente Petrolero         | 1,167    | 49   | 42 | 12 | 13 | 17 | 51  | 61 | –10  |
| 12.º | Guabirá                   | 1,150    | 46   | 40 | 13 | 7  | 20 | 43  | 56 | –13  |
| 13.º | Royal Pari                | 1,143    | 48   | 42 | 12 | 12 | 18 | 54  | 68 | –14  |
| 14.º | Independiente Petrolero   | 1,143    | 48   | 42 | 15 | 3  | 24 | 43  | 62 | –19  |
| 15.º | Libertad Gran Mamoré (D)  | 1,095    | 46   | 42 | 13 | 7  | 22 | 42  | 82 | –40  |
| 16.º | Vaca Díez (D)             | 1,048    | 44   | 42 | 12 | 8  | 22 | 56  | 82 | –26  |
| 17.º | Palmaflor del Trópico (D) | 0,975    | 39   | 40 | 10 | 9  | 21 | 37  | 64 | –27  |

|  | Fase de grupos de Copa Libertadores.    |
|  | Fase 2 de Copa Libertadores.            |
|  | Fase 1 de Copa Libertadores.            |
|  | Primera fase de Copa Sudamericana.      |
|  | Play-off de ascenso-descenso indirecto. |
|  | Descendidos de categoría.               |

## Copa Simón Bolívar 2023

### Clubes participantes
| Club                                     | Ciudad                            | Entrenador              | Estadio                                       | Capacidad   | Patrocinador                                         |
| ---------------------------------------- | --------------------------------- | ----------------------- | --------------------------------------------- | ----------- | ---------------------------------------------------- |
| 24 de Septiembre                         | Santa Cruz de la Sierra           |                         | Municipal Andrés Ibáñez                       | 3 000       |                                                      |
| A.B.B. (Academia del Balompié Boliviano) | La Paz                            | Luis Fernando Mollinedo | Complejo Calacoto                             | 2 000       | Jisa Sport                                           |
| Alianza Beni FC                          | Trinidad                          | Milton Rodríguez        | Lorgio "Yoyo" Zambrano                        | 5 000       | Sucursal Raquel                                      |
| Los Almendros                            | Riberalta                         | João Paulo Barros       | Enrique Giese                                 | 4 000       | Zoogen Modas Virginia                                |
| Atlético Bermejo                         | Bermejo                           | Luis Montellano         | Fabián Tintilay                               | 5 000       | IABSA Tacuarandí SRL                                 |
| Atlético Sucre                           | Sucre                             | Miguel Urdininea        | Olímpico Patria                               | 30 000      | Laboratorios Central Clínica MÉXICO SAN CRISTÓBAL    |
| Chaco Petrolero                          | El Alto                           | Ósmar Cruz              | Municipal de El Alto                          | 25 000      | Importaciones CAHELEMAR                              |
| Ciclón                                   | Tarija                            | Gerardo Reinoso         | IV Centenario                                 | 20 000      |                                                      |
| Ciudad Nueva Santa Cruz Academia FC      | Warnes                            | Cristian Farah          | Samuel Vaca Jiménez                           | 9 000       | Nueva Santa Cruz                                     |
| Cooperativa Minera Poopó                 | Bandera del Departamento de Oruro | Raúl Ramírez            |                                               |             | Redif                                                |
| Deportivo Alemán                         | Villa Serrano                     | Mauricio Candia         | Morro San Pedro                               | 1 000       | Sauna Deutsche Cerveza Sureña CESSA UTB              |
| Deportivo Municipal                      | Tarija                            | Juan Maraude            | IV Centenario                                 | 20 000      | Gobierno Autónomo Municipal de Tarija                |
| Empresa Minera Huanuni                   | Huanuni                           | Luis Miguel Vargas      | Manuel Flores                                 | 10 000      | Gobierno Municipal de Huanuni                        |
| Enrique Happ del Trópico                 | Entre Ríos                        | Bandera de ?            | Carlos Villegas                               | 17 000      | Representaciones Llave                               |
| Fancesa                                  | Sucre                             | Carlos Carata           | Olímpico Patria                               | 30 000      | Cemento Fancesa                                      |
| Deportivo FATIC                          | El Alto                           | José Enrique Peña       | Municipal de El Alto                          | 25 000      | Terrenos San Francisco                               |
| García Agreda                            | Tarija                            | Claudio Marrupe         | IV Centenario                                 | 20 000      | Singani Los Parrales Tarija TV Texaco                |
| Gualberto Villarroel                     | Oruro                             | Eduardo Villegas        | Jesús Bermúdez                                | 33 000      | Paceña 4Life Grains                                  |
| Hiska Nacional                           | La Paz                            |                         | Complejo Calacoto                             | 2 000       |                                                      |
| Huayna Potosí Palcoco                    | Pucarani (Palcoco)                |                         | Familia Lazo de Pucarani Cancha Huayna Potosí | 5 000 1 000 | Paceña                                               |
| Huracán de Tupiza                        | Tupiza                            |                         | Victor Agustin Ugarte                         | 2 000       | Textil Jaguar                                        |
| Independiente de Camargo                 | Camargo                           |                         | Rev. Luis López                               | 6 000       | Bodegas YOKICH Max Filter                            |
| Israel University                        | Cochabamba                        |                         | Complejo Olympia                              | 2 000       |                                                      |
| Municipalidad de Yacuiba                 | Yacuiba                           |                         | Provincial Ovidio Messa                       | 17 000      | Gobierno Municipal de Yacuiba                        |
| Nacional Sucre                           | Sucre                             | Jorge Jiménez           | Olímpico Patria                               | 30 000      | Hotel Resort Salquis                                 |
| Pasión Celeste                           | Cochabamba                        | Sergio Zeballos         | Complejo Deportivo Aurora                     | 2 000       | Bandera de Bolivia                                   |
| Real Mapajo                              | Cobija                            |                         | Roberto Jordán Cuellar                        | 24 000      |                                                      |
| Real Mizque                              | Mizque                            |                         | Municipal de Aiquile                          | 7 500       | UTB                                                  |
| Totora Real Oruro                        | Oruro                             | Jhonny Serrudo          | Jesús Bermúdez                                | 33 000      | Estación de Servicio Azanaque SRL                    |
| Real Potosí                              | Potosí                            | Horacio Matuszyczk      | Víctor Agustín Ugarte                         | 32 105      |                                                      |
| River 66                                 | San Julián                        | Claudio Chacior         | Municipal Plurinacional de San Julián         | 15 000      | Green Agriculture Technology                         |
| Rosario Central                          | Llallagua                         |                         | Irineo Pimentel                               | 15 000      |                                                      |
| San Antonio Bulo Bulo                    | Entre Ríos                        | Julio Alberto Zamora    | Carlos Villegas                               | 17 000      | Centro de Eventos Las Palmeras                       |
| San Lorenzo FC                           | Trinidad                          | Marcelo Cirelli         | Lorgio "Yoyo" Zambrano                        | 5 000       | Agua Ideal                                           |
| Stormers San Lorenzo                     | Catavi                            | Cleibson Ferreira       | Serafín Ferreira                              | 7000        | Gobierno Municipal de Llallagua Viviendas Tecnohouse |
| SUR-CAR                                  | Oruro                             | Daniel Gómez            | Jesús Bermúdez                                | 33 000      | LG-MEC                                               |
| Torre Fuerte                             | Santa Cruz de la Sierra           | Wilson Escalante        | Municipal Villa 1.° de Mayo                   | 7 000       | Hnos. Mendoza                                        |
| Universidad Cruceña                      | Santa Cruz de la Sierra           | Joaquín Monasterio      | Universitario U.A.G.R.M.                      | 1 500       | Cooperativa Jesús Nazareno UTB                       |
| Universitario (UAP)                      | Cobija                            |                         | La Guarida del Jaguar                         | 8 000       |                                                      |
| Universitario del Beni                   | Trinidad                          | Christian Reynaldo      | Lorgio "Yoyo" Zambrano                        | 5 000       | Universidad Autónoma del Beni José Ballivián         |
| Actualizado el 27 de mayo de 2023        |                                   |                         |                                               |             |                                                      |

1. ↑  El club resulta de la fusión de los clubes "Ciudad Nueva Santa Cruz F.C.", que pese a estar radicado en Warnes estaba afiliado a la Liga Provincial de Fútbol Portachuelo, y "Academia F.C.", que ya habían debutado en el certamen en la edición 2021. El nombre del club fusionado es la unión de ambos, no se debe de confundir con su equipo filial: "Nueva Santa Cruz", segundo de la temporada 2022 en la categoría Primera "B" y ascendido a la Primera "A" en la Asociación Cruceña de Fútbol.
2. ↑  El club clasificó al torneo 2023 bajo el nombre de Universitario de Cochabamba, aunque previo a la competición se cambió el nombre a Israel University. El club ya había disputado pasadas ediciones de la Copa Simón Bolívar bajo el nombre anterior, con lo que no es considerado como un debut.
3. ↑  El club es el equipo filial del club Aurora, que pertenece a la División Profesional del fútbol boliviano, específicamente designado como un equipo de divisiones inferiores y de reserva en el club, pero independiente del primer plantel, por lo que su clasificación a este torneo se considera como un debut del equipo Pasión Celeste y no del Club Aurora como tal. El estado de ascenso del equipo si llegase a salir campeón (o subcampeón) de la Copa Simón Bolívar 2023 está aún por determinarse, si se llegara a dar el caso de que Pasión Celeste y Aurora se puedan encontrar jugando en la misma división durante la temporada 2024.

### Segunda Fase
| Equipo         | Pts. | PJ | PG | PE | PP | GF | GC | DG |
| -------------- | ---- | -- | -- | -- | -- | -- | -- | -- |
| Real Potosí    | 9    | 4  | 3  | 0  | 1  | 7  | 1  | +6 |
| Nacional Sucre | 6    | 4  | 2  | 0  | 2  | 4  | 7  | -3 |
| Hiska Nacional | 3    | 4  | 1  | 0  | 3  | 3  | 6  | -3 |

| Equipo               | Pts. | PJ | PG | PE | PP | GF | GC | DG |
| -------------------- | ---- | -- | -- | -- | -- | -- | -- | -- |
| Real Mizque          | 7    | 4  | 2  | 1  | 1  | 8  | 6  | +2 |
| Universitario (UAP)  | 7    | 4  | 2  | 1  | 1  | 5  | 7  | -2 |
| Stormers San Lorenzo | 3    | 4  | 1  | 0  | 2  | 6  | 6  | 0  |

| Equipo                   | Pts. | PJ | PG | PE | PP | GF | GC | DG |
| ------------------------ | ---- | -- | -- | -- | -- | -- | -- | -- |
| GV. San Jose             | 9    | 4  | 3  | 0  | 1  | 7  | 3  | +4 |
| Totora Real Oruro        | 7    | 4  | 2  | 1  | 1  | 4  | 3  | +1 |
| Municipalidad de Yacuiba | 1    | 4  | 0  | 1  | 3  | 2  | 7  | -5 |

| Equipo         | Pts. | PJ | PG | PE | PP | GF | GC | DG |
| -------------- | ---- | -- | -- | -- | -- | -- | -- | -- |
| Torre Fuerte   | 7    | 4  | 2  | 1  | 1  | 5  | 4  | +1 |
| Pasión Celeste | 6    | 4  | 2  | 0  | 2  | 7  | 8  | +1 |
| Fancesa        | 4    | 4  | 1  | 1  | 2  | 8  | 8  | 0  |

| Equipo                | Pts. | PJ | PG | PE | PP | GF | GC | DG  |
| --------------------- | ---- | -- | -- | -- | -- | -- | -- | --- |
| San Antonio Bulo Bulo | 9    | 4  | 3  | 0  | 1  | 20 | 2  | +18 |
| Atlético Bermejo      | 9    | 4  | 3  | 0  | 1  | 9  | 5  | +4  |
| San Lorenzo           | 0    | 4  | 0  | 0  | 4  | 3  | 25 | -22 |

| Equipo              | Pts. | PJ | PG | PE | PP | GF | GC | DG |
| ------------------- | ---- | -- | -- | -- | -- | -- | -- | -- |
| Deportivo Municipal | 10   | 4  | 3  | 1  | 0  | 10 | 4  | +6 |
| Deportivo FATIC     | 6    | 4  | 2  | 0  | 2  | 6  | 3  | +3 |
| SUR-CAR             | 1    | 4  | 0  | 1  | 3  | 4  | 13 | -9 |

| Equipo                 | Pts. | PJ | PG | PE | PP | GF | GC | DG |
| ---------------------- | ---- | -- | -- | -- | -- | -- | -- | -- |
| 24 de Septiembre       | 7    | 4  | 2  | 1  | 1  | 8  | 5  | +3 |
| Universitario del Beni | 7    | 4  | 2  | 1  | 1  | 6  | 6  | 0  |
| Real Mapajo            | 2    | 4  | 0  | 2  | 2  | 3  | 6  | -3 |

| Equipo                           | Pts. | PJ | PG | PE | PP | GF | GC | DG |
| -------------------------------- | ---- | -- | -- | -- | -- | -- | -- | -- |
| Ciudad Nueva Santa Cruz Academia | 10   | 4  | 3  | 1  | 0  | 9  | 2  | +7 |
| Deportivo Alemán                 | 5    | 4  | 1  | 2  | 1  | 9  | 8  | +1 |
| ABB                              | 1    | 4  | 0  | 1  | 3  | 4  | 12 | -8 |

#### Llaves eliminatorias
|  | Octavos de final       | Octavos de final      | Octavos de final | Octavos de final |       |                       | Cuartos de final | Cuartos de final | Cuartos de final | Cuartos de final |  |                       | Semifinales | Semifinales | Semifinales | Semifinales |                      |   | Finales | Finales | Finales | Finales |
|  |                        |                       |                  |                  |       |                       |                  |                  |                  |                  |  |                       |             |             |             |             |                      |   |         |         |         |         |
|  | Universitario (UAP)    | 0                     | 1                | 1                |       |                       |                  |                  |                  |                  |  |                       |             |             |             |             |                      |   |         |         |         |         |
|  | Gualberto Villarroel   | 1                     | 4                | 5                |       |                       |                  |                  |                  |                  |  |                       |             |             |             |             |                      |   |         |         |         |         |
|  | Gualberto Villarroel   | 1                     | 4                | 5                |       | Gualberto Villarroel  | 4                | 4                | 8                |                  |  |                       |             |             |             |             |                      |   |         |         |         |         |
|  |                        |                       |                  |                  |       | Gualberto Villarroel  | 4                | 4                | 8                |                  |  |                       |             |             |             |             |                      |   |         |         |         |         |
|  |                        | Real Mizque           | 1                | 1                | 2     |                       |                  |                  |                  |                  |  |                       |             |             |             |             |                      |   |         |         |         |         |
|  | FATIC                  | Real Mizque           | 1                | 1                | 2     | 2                     | 0                | 2 (3)            |                  |                  |  |                       |             |             |             |             |                      |   |         |         |         |         |
|  | FATIC                  |                       |                  |                  |       | 2                     | 0                | 2 (3)            |                  |                  |  |                       |             |             |             |             |                      |   |         |         |         |         |
|  | Real Mizque            | 0                     | 2                | 2 (4)            |       |                       |                  |                  |                  |                  |  |                       |             |             |             |             |                      |   |         |         |         |         |
|  | Real Mizque            | 0                     | 2                | 2 (4)            |       |                       |                  |                  |                  |                  |  | Gualberto Villarroel  | 5           | 4           | 9           |             |                      |   |         |         |         |         |
|  |                        |                       |                  |                  |       |                       |                  |                  |                  |                  |  | Gualberto Villarroel  | 5           | 4           | 9           |             |                      |   |         |         |         |         |
|  |                        | Torre Fuerte          | 1                | 3                | 4     |                       |                  |                  |                  |                  |  |                       |             |             |             |             |                      |   |         |         |         |         |
|  | Pasión Celeste         | Torre Fuerte          | 1                | 3                | 4     | 1                     | 1                | 2                |                  |                  |  |                       |             |             |             |             |                      |   |         |         |         |         |
|  | Pasión Celeste         |                       |                  |                  |       | 1                     | 1                | 2                |                  |                  |  |                       |             |             |             |             |                      |   |         |         |         |         |
|  | Torre Fuerte           | 0                     | 5                | 5                |       |                       |                  |                  |                  |                  |  |                       |             |             |             |             |                      |   |         |         |         |         |
|  | Torre Fuerte           | 0                     | 5                | 5                |       | Torre Fuerte          | 1                | 3                | 4                |                  |  |                       |             |             |             |             |                      |   |         |         |         |         |
|  |                        |                       |                  |                  |       | Torre Fuerte          | 1                | 3                | 4                |                  |  |                       |             |             |             |             |                      |   |         |         |         |         |
|  |                        | 24 de Septiembre      | 1                | 1                | 2     |                       |                  |                  |                  |                  |  |                       |             |             |             |             |                      |   |         |         |         |         |
|  | Universitario del Beni | 24 de Septiembre      | 1                | 1                | 2     | 2                     | 1                | 3                |                  |                  |  |                       |             |             |             |             |                      |   |         |         |         |         |
|  | Universitario del Beni |                       |                  |                  |       | 2                     | 1                | 3                |                  |                  |  |                       |             |             |             |             |                      |   |         |         |         |         |
|  | 24 de Septiembre       | 1                     | 3                | 4                |       |                       |                  |                  |                  |                  |  |                       |             |             |             |             |                      |   |         |         |         |         |
|  | 24 de Septiembre       | 1                     | 3                | 4                |       |                       |                  |                  |                  |                  |  |                       |             |             |             |             | Gualberto Villarroel | 1 | 0       | 1 (4)   |         |         |
|  |                        |                       |                  |                  |       |                       |                  |                  |                  |                  |  |                       |             |             |             |             |                      | 1 | 0       | 1 (4)   |         |         |
|  |                        | San Antonio Bulo Bulo | 0                | 1                | 0 (2) |                       |                  |                  |                  |                  |  |                       |             |             |             |             |                      |   |         |         |         |         |
|  | Totora Real Oruro      | San Antonio Bulo Bulo | 0                | 1                | 0 (2) | 2                     | 0                | 2                |                  |                  |  |                       |             |             |             |             |                      |   |         |         |         |         |
|  | Totora Real Oruro      |                       |                  |                  |       | 2                     | 0                | 2                |                  |                  |  |                       |             |             |             |             |                      |   |         |         |         |         |
|  | San Antonio Bulo Bulo  | 1                     | 5                | 6                |       |                       |                  |                  |                  |                  |  |                       |             |             |             |             |                      |   |         |         |         |         |
|  | San Antonio Bulo Bulo  | 1                     | 5                | 6                |       | San Antonio Bulo Bulo | 2                | 1                | 3                |                  |  |                       |             |             |             |             |                      |   |         |         |         |         |
|  |                        |                       |                  |                  |       | San Antonio Bulo Bulo | 2                | 1                | 3                |                  |  |                       |             |             |             |             |                      |   |         |         |         |         |
|  |                        | Deportivo Municipal   | 2                | 0                | 2     |                       |                  |                  |                  |                  |  |                       |             |             |             |             |                      |   |         |         |         |         |
|  | Nacional Sucre         | Deportivo Municipal   | 2                | 0                | 2     | 1                     | 0                | 1                |                  |                  |  |                       |             |             |             |             |                      |   |         |         |         |         |
|  | Nacional Sucre         |                       |                  |                  |       | 1                     | 0                | 1                |                  |                  |  |                       |             |             |             |             |                      |   |         |         |         |         |
|  | Deportivo Municipal    | 3                     | 2                | 5                |       |                       |                  |                  |                  |                  |  |                       |             |             |             |             |                      |   |         |         |         |         |
|  | Deportivo Municipal    | 3                     | 2                | 5                |       |                       |                  |                  |                  |                  |  | San Antonio Bulo Bulo | 1           | 5           | 6           |             |                      |   |         |         |         |         |
|  |                        |                       |                  |                  |       |                       |                  |                  |                  |                  |  | San Antonio Bulo Bulo | 1           | 5           | 6           |             |                      |   |         |         |         |         |
|  |                        | Ciudad Nueva S.C.     | 1                | 2                | 3     |                       |                  |                  |                  |                  |  |                       |             |             |             |             |                      |   |         |         |         |         |
|  | Atlético Bermejo       | Ciudad Nueva S.C.     | 1                | 2                | 3     | 1                     | 1                | 2                |                  |                  |  |                       |             |             |             |             |                      |   |         |         |         |         |
|  | Atlético Bermejo       |                       |                  |                  |       | 1                     | 1                | 2                |                  |                  |  |                       |             |             |             |             |                      |   |         |         |         |         |
|  | Real Potosí            | 0                     | 3                | 3                |       |                       |                  |                  |                  |                  |  |                       |             |             |             |             |                      |   |         |         |         |         |
|  | Real Potosí            | 0                     | 3                | 3                |       | Real Potosí           | 0                | 2                | 2                |                  |  |                       |             |             |             |             |                      |   |         |         |         |         |
|  |                        |                       |                  |                  |       | Real Potosí           | 0                | 2                | 2                |                  |  |                       |             |             |             |             |                      |   |         |         |         |         |
|  |                        | Ciudad Nueva S.C.     | 3                | 0                | 3     |                       |                  |                  |                  |                  |  |                       |             |             |             |             |                      |   |         |         |         |         |
|  | Deportivo Alemán       | Ciudad Nueva S.C.     | 3                | 0                | 3     | 0                     | 0                | 0                |                  |                  |  |                       |             |             |             |             |                      |   |         |         |         |         |
|  | Deportivo Alemán       |                       |                  |                  |       | 0                     | 0                | 0                |                  |                  |  |                       |             |             |             |             |                      |   |         |         |         |         |
|  | Ciudad Nueva S.C.      | 3                     | 4                | 7                |       |                       |                  |                  |                  |                  |  |                       |             |             |             |             |                      |   |         |         |         |         |

|                                                                |
| Bandera de ?                                                   |
| Por definir Campeón de la Copa Simón Bolívar 2023              |
| ? título de Copa Simón Bolívar 1.er título de Segunda División |

## Play-off de ascenso y descenso indirecto
| Fechas      | Antepenúltimo lugar Tabla acumulada 2023 | Global | Subcampeón de la Copa Simón Bolívar 2023 | Ida | Vuelta |
| ----------- | ---------------------------------------- | ------ | ---------------------------------------- | --- | ------ |
| Por definir | Por definir                              | -      | Por definir                              | :   | :      |

| Club        | Ascendido como                                                                                   |
| ----------- | ------------------------------------------------------------------------------------------------ |
| Por definir | Campeón de la Copa Simón Bolívar 2023                                                            |
| Por definir | Subcampeón de la Copa Simón Bolívar 2023 y posible ganador de la serie por el ascenso indirecto. |

| Club        | Descendido como |
| ----------- | --- |
| Por definir | Antepenúltimo lugar de la tabla acumulada en la División Profesional 2023 y posible perdedor de la serie por el ascenso indirecto. |
| Por definir | Penúltimo lugar de la tabla acumulada en la División Profesional 2023.                                                             |
| Por definir | Último lugar de la tabla acumulada en la División Profesional 2023.                                                                |

## Tercera División - Categorías Primera "A" Departamentales

### Clubes participantes
| Pos. | Equipo                  | Ciudad     |
| ---- | ----------------------- | ---------- |
| 1    | Deportivo FATIC         | El Alto    |
| 2    | A.B.B.                  | La Paz     |
| 3    | Chaco Petrolero         | El Alto    |
| 4    | Hiska Nacional          | El Alto    |
| 5    | White Star              | La Paz     |
| 6    | Virgen de Chijipata     | Laja       |
| 7    | Universitario de La Paz | La Paz     |
| 8    | Unión Maestranza        | Viacha     |
| 9    | Deportivo I.C.C         | La Paz     |
| 10   | LDV Copacabana          | Copacabana |
| 11   | Real Palcoma            | La Paz     |
|      | Ayuda País              | La Paz     |
|      | Ferroviario             | La Paz     |
|      | El Tejar                | La Paz     |

| Pos. | Equipo                 | Ciudad  |
| ---- | ---------------------- | ------- |
| 1    | Deportivo Shalon       | Oruro   |
| 2    | SUR-CAR                | Oruro   |
| 3    | CDT Real Oruro         | Oruro   |
| 4    | GV San José            | Oruro   |
| 5    | AFIZ                   | Oruro   |
| 6    | Oruro Royal            | Oruro   |
| 7    | Deportivo Escara       | Escara  |
| 8    | San Isidro             | Oruro   |
| 9    | Empresa Minera Huanuni | Huanuni |
| 10   | Ingenieros             | Oruro   |
|      | Aurora                 | Oruro   |
|      |                        |         |

| Pos.     | Equipo                      | Ciudad      |
| -------- | --------------------------- | ----------- |
| 1-O      | San Antonio Bulo Bulo       | Entre Ríos  |
| 2-O      | Enrique Happ del Trópico    | Entre Ríos  |
| 3-O      | Pasión Celeste              | Cochabamba  |
| 4-O      | Universitario de Cochabamba | Tiquipaya   |
| 5-O      | Cochabamba F. C.            | Cochabamba  |
| 7-O      | Nueva Cliza                 | Cliza       |
| 8-O      | Estudiantes Quillacollo     | Quillacollo |
|          | Mi Llajta F. C.             | Cochabamba  |
|          | Olympic                     | Cochabamba  |
| 1-G.B.U. | Municipal Colcapirhua       | Colcapirhua |
|          | Ladislao Cabrera            | Cochabamba  |
|          | Funinka                     | Cochabamba  |
| 2-G.A.U. | Cala Cala                   | Cochabamba  |
| 3-G.A.U. | Universitario San Simón     | Cochabamba  |
| 4-G.A.U. | Ayacucho                    | Cochabamba  |
|          | Academia Real Cochabamba    | Cochabamba  |
| 5-G.B.U. | Real Cochabamba             | Cochabamba  |
|          | Enrique Happ                | Cochabamba  |
|          | Atlético Cosmos             | Cochabamba  |
| 1.       |                             |             |

| Pos. | Equipo                  | Ciudad     |
| ---- | ----------------------- | ---------- |
| 1    | Deportivo FATIC         | El Alto    |
| 2    | A.B.B.                  | La Paz     |
| 3    | Chaco Petrolero         | El Alto    |
| 4    | Hiska Nacional          | El Alto    |
| 5    | White Star              | La Paz     |
| 6    | Virgen de Chijipata     | Laja       |
| 7    | Universitario de La Paz | La Paz     |
| 8    | Unión Maestranza        | Viacha     |
| 9    | Deportivo I.C.C         | La Paz     |
| 10   | LDV Copacabana          | Copacabana |
| 11   | Real Palcoma            | La Paz     |
|      | Ayuda País              | La Paz     |
|      | Ferroviario             | La Paz     |
|      | El Tejar                | La Paz     |

| Pos. | Equipo                 | Ciudad  |
| ---- | ---------------------- | ------- |
| 1    | Deportivo Shalon       | Oruro   |
| 2    | SUR-CAR                | Oruro   |
| 3    | CDT Real Oruro         | Oruro   |
| 4    | GV San José            | Oruro   |
| 5    | AFIZ                   | Oruro   |
| 6    | Oruro Royal            | Oruro   |
| 7    | Deportivo Escara       | Escara  |
| 8    | San Isidro             | Oruro   |
| 9    | Empresa Minera Huanuni | Huanuni |
| 10   | Ingenieros             | Oruro   |
|      | Aurora                 | Oruro   |
|      |                        |         |

| Pos.     | Equipo                      | Ciudad      |
| -------- | --------------------------- | ----------- |
| 1-O      | San Antonio Bulo Bulo       | Entre Ríos  |
| 2-O      | Enrique Happ del Trópico    | Entre Ríos  |
| 3-O      | Pasión Celeste              | Cochabamba  |
| 4-O      | Universitario de Cochabamba | Tiquipaya   |
| 5-O      | Cochabamba F. C.            | Cochabamba  |
| 7-O      | Nueva Cliza                 | Cliza       |
| 8-O      | Estudiantes Quillacollo     | Quillacollo |
|          | Mi Llajta F. C.             | Cochabamba  |
|          | Olympic                     | Cochabamba  |
| 1-G.B.U. | Municipal Colcapirhua       | Colcapirhua |
|          | Ladislao Cabrera            | Cochabamba  |
|          | Funinka                     | Cochabamba  |
| 2-G.A.U. | Cala Cala                   | Cochabamba  |
| 3-G.A.U. | Universitario San Simón     | Cochabamba  |
| 4-G.A.U. | Ayacucho                    | Cochabamba  |
|          | Academia Real Cochabamba    | Cochabamba  |
| 5-G.B.U. | Real Cochabamba             | Cochabamba  |
|          | Enrique Happ                | Cochabamba  |
|          | Atlético Cosmos             | Cochabamba  |
| 1.       |                             |             |

| Pos. | Equipo                 | Ciudad            |
| ---- | ---------------------- | ----------------- |
|      | Universitario de Sucre | Sucre             |
| 1    | Mojocoya F. C.         | Villa de Mojocoya |
| 2    | Stormer's              | Sucre             |
| 3    | Morro Municipal        | Sucre             |
| 4    | Fancesa                | Sucre             |
| 5    | Deportivo Alemán       | Sucre             |
| 6    | F. C. Tomina           | Tomina            |
| 7    | Flamengo de Sucre      | Sucre             |
| 8    | Atlético Sucre         | Sucre             |
| 9    | Junín                  | Sucre             |
| 10   | Estudiantes La Plata   | Sucre             |
| 11   | Nacional Sucre         | Sucre             |
|      | Deportivo Churuquella  | Sucre             |
|      | Dunamis                | Sucre             |

| Pos. | Equipo                  | Ciudad     |
| ---- | ----------------------- | ---------- |
| 1    | Atlético Bermejo        | Bermejo    |
| 2    | García Agreda           | Tarija     |
| 3    | Municipal de Tarija     | Tarija     |
| 4    | Ciclón                  | Tarija     |
| 5    | Avilés Industrial F.C.  | Tarija     |
| 6    | Unión Central Tarija    | Tarija     |
| 7    | Universitario de Tarija | Tarija     |
| 8    | Real Tarija             | Tarija     |
| 9    | Atlético Entre Ríos     | Entre Ríos |
| 10   | Pumas Chapacos          | Tarija     |
| 11   | Nacional SENAC          | Tarija     |
| 12   | Juan Carlos Ríos F. C.  | Tarija     |
| 13   | Real Sociedad-Tolaba    | Tarija     |
| 14   | Royal Obrero            | Tarija     |
|      | Gobierno Municipal      | Tarija     |
|      | Estudiantes Chiquiacá   | Entre Ríos |

| Pos. | Equipo                   | Ciudad    |
| ---- | ------------------------ | --------- |
| 1    | Wilstermann Cooperativas | Potosí    |
| 2    | Stormers San Lorenzo     | Llallagua |
| 7    | Rosario Central          | Llallagua |
|      | Real Potosí              | Potosí    |

| Pos. | Equipo                | Ciudad   |
| ---- | --------------------- | -------- |
| 3    | Ferrocarril Palmeiras | Potosí   |
| 4    | Deportivo JUVA        | Potosí   |
| 5    | Deportivo Cervecería  | Potosí   |
| 6    | INTERFI               | Potosí   |
| 8    | Real Cotagaita        | Potosí   |
| 9    | Highland Players      | Potosí   |
|      | Ferrocarril del Sur   | Potosí   |
|      | Real San Cristóbal    | Colcha K |
|      | Sporting Potosí       | Potosí   |

| Pos. | Equipo                 | Ciudad            |
| ---- | ---------------------- | ----------------- |
|      | Universitario de Sucre | Sucre             |
| 1    | Mojocoya F. C.         | Villa de Mojocoya |
| 2    | Stormer's              | Sucre             |
| 3    | Morro Municipal        | Sucre             |
| 4    | Fancesa                | Sucre             |
| 5    | Deportivo Alemán       | Sucre             |
| 6    | F. C. Tomina           | Tomina            |
| 7    | Flamengo de Sucre      | Sucre             |
| 8    | Atlético Sucre         | Sucre             |
| 9    | Junín                  | Sucre             |
| 10   | Estudiantes La Plata   | Sucre             |
| 11   | Nacional Sucre         | Sucre             |
|      | Deportivo Churuquella  | Sucre             |
|      | Dunamis                | Sucre             |

| Pos. | Equipo                  | Ciudad     |
| ---- | ----------------------- | ---------- |
| 1    | Atlético Bermejo        | Bermejo    |
| 2    | García Agreda           | Tarija     |
| 3    | Municipal de Tarija     | Tarija     |
| 4    | Ciclón                  | Tarija     |
| 5    | Avilés Industrial F.C.  | Tarija     |
| 6    | Unión Central Tarija    | Tarija     |
| 7    | Universitario de Tarija | Tarija     |
| 8    | Real Tarija             | Tarija     |
| 9    | Atlético Entre Ríos     | Entre Ríos |
| 10   | Pumas Chapacos          | Tarija     |
| 11   | Nacional SENAC          | Tarija     |
| 12   | Juan Carlos Ríos F. C.  | Tarija     |
| 13   | Real Sociedad-Tolaba    | Tarija     |
| 14   | Royal Obrero            | Tarija     |
|      | Gobierno Municipal      | Tarija     |
|      | Estudiantes Chiquiacá   | Entre Ríos |

| Pos. | Equipo                   | Ciudad    |
| ---- | ------------------------ | --------- |
| 1    | Wilstermann Cooperativas | Potosí    |
| 2    | Stormers San Lorenzo     | Llallagua |
| 7    | Rosario Central          | Llallagua |
|      | Real Potosí              | Potosí    |

| Pos. | Equipo                | Ciudad   |
| ---- | --------------------- | -------- |
| 3    | Ferrocarril Palmeiras | Potosí   |
| 4    | Deportivo JUVA        | Potosí   |
| 5    | Deportivo Cervecería  | Potosí   |
| 6    | INTERFI               | Potosí   |
| 8    | Real Cotagaita        | Potosí   |
| 9    | Highland Players      | Potosí   |
|      | Ferrocarril del Sur   | Potosí   |
|      | Real San Cristóbal    | Colcha K |
|      | Sporting Potosí       | Potosí   |

| Pos.     | Equipo                                 | Ciudad                  |
| -------- | -------------------------------------- | ----------------------- |
| 1        | Torre Fuerte                           | Santa Cruz de la Sierra |
| 2        | Ciudad Nueva Santa Cruz Academia F. C. | Warnes                  |
| 3        | Universidad                            | Santa Cruz de la Sierra |
| 4        | 24 de Septiembre                       | Santa Cruz de la Sierra |
| 5        | Argentinos Juniors                     | Santa Cruz de la Sierra |
| 6        | Destroyer's                            | Santa Cruz de la Sierra |
| 7        | Ferroviario                            | Santa Cruz de la Sierra |
| 8        | Esperanza                              | Santa Cruz de la Sierra |
| 9        | Real América                           | Santa Cruz de la Sierra |
| 10       | Magisterio F.C.                        | Santa Cruz de la Sierra |
| 11       | Florida                                | Santa Cruz de la Sierra |
| 12       | Oriente Petrolero "B"                  | Santa Cruz de la Sierra |
| 13       | Deportivo Cooper                       | Santa Cruz de la Sierra |
| 14       | El Torno F. C.                         | El Torno                |
|          | Sport Boys                             | Warnes                  |
|          | Atlético Juniors                       | Santa Cruz de la Sierra |
|          | Deportivo Nueva Santa Cruz             | Warnes                  |
| 1. 2. 3. |                                        |                         |

| Pos. | Equipo                            | Ciudad   |
| ---- | --------------------------------- | -------- |
| 2    | Universitario del Beni            | Trinidad |
| 3    | Alianza F. C.                     | Trinidad |
| 4    | San Lorenzo del Beni              | Trinidad |
| 5    | Deportivo Tiluchi                 | Trinidad |
| 6    | Atlético 31 de Julio              | Trinidad |
| 7    | Villa Real Sociedad               | Trinidad |
| 8    | Gran Moxos                        | Trinidad |
| 9    | Germán Busch                      | Trinidad |
| 10   | Deportivo Kivón                   | Trinidad |
|      | Campeón de la Primera "B" 2022/23 | Trinidad |
| 1.   |                                   |          |

| Pos. | Equipo                     | Ciudad |
| ---- | -------------------------- | ------ |
| 1    | Mariscal Sucre             | Cobija |
| 3    | Libertad FC                | Cobija |
| 4    | San Lorenzo Real Vaca Díez | Cobija |
| 5    | Real Mapajo                | Cobija |
| 6    | Chaco F. C.                | Cobija |
| 7    | Universitario de Pando     | Cobija |
| 8    | Guerreros de Dios          | Cobija |
| 9    | Moto Club                  | Cobija |
| 10   | Vaca Díez Juvenil          | Cobija |
| 1.   |                            |        |

| Pos.     | Equipo                                 | Ciudad                  |
| -------- | -------------------------------------- | ----------------------- |
| 1        | Torre Fuerte                           | Santa Cruz de la Sierra |
| 2        | Ciudad Nueva Santa Cruz Academia F. C. | Warnes                  |
| 3        | Universidad                            | Santa Cruz de la Sierra |
| 4        | 24 de Septiembre                       | Santa Cruz de la Sierra |
| 5        | Argentinos Juniors                     | Santa Cruz de la Sierra |
| 6        | Destroyer's                            | Santa Cruz de la Sierra |
| 7        | Ferroviario                            | Santa Cruz de la Sierra |
| 8        | Esperanza                              | Santa Cruz de la Sierra |
| 9        | Real América                           | Santa Cruz de la Sierra |
| 10       | Magisterio F.C.                        | Santa Cruz de la Sierra |
| 11       | Florida                                | Santa Cruz de la Sierra |
| 12       | Oriente Petrolero "B"                  | Santa Cruz de la Sierra |
| 13       | Deportivo Cooper                       | Santa Cruz de la Sierra |
| 14       | El Torno F. C.                         | El Torno                |
|          | Sport Boys                             | Warnes                  |
|          | Atlético Juniors                       | Santa Cruz de la Sierra |
|          | Deportivo Nueva Santa Cruz             | Warnes                  |
| 1. 2. 3. |                                        |                         |

| Pos. | Equipo                            | Ciudad   |
| ---- | --------------------------------- | -------- |
| 2    | Universitario del Beni            | Trinidad |
| 3    | Alianza F. C.                     | Trinidad |
| 4    | San Lorenzo del Beni              | Trinidad |
| 5    | Deportivo Tiluchi                 | Trinidad |
| 6    | Atlético 31 de Julio              | Trinidad |
| 7    | Villa Real Sociedad               | Trinidad |
| 8    | Gran Moxos                        | Trinidad |
| 9    | Germán Busch                      | Trinidad |
| 10   | Deportivo Kivón                   | Trinidad |
|      | Campeón de la Primera "B" 2022/23 | Trinidad |
| 1.   |                                   |          |

| Pos. | Equipo                     | Ciudad |
| ---- | -------------------------- | ------ |
| 1    | Mariscal Sucre             | Cobija |
| 3    | Libertad FC                | Cobija |
| 4    | San Lorenzo Real Vaca Díez | Cobija |
| 5    | Real Mapajo                | Cobija |
| 6    | Chaco F. C.                | Cobija |
| 7    | Universitario de Pando     | Cobija |
| 8    | Guerreros de Dios          | Cobija |
| 9    | Moto Club                  | Cobija |
| 10   | Vaca Díez Juvenil          | Cobija |
| 1.   |                            |        |

### La Paz (AFLP) -Torneo Primera "A" 2023
| Bandera del Departamento de La Paz                     |
| Campeón del Torneo AFLP - Primera "A" 2023 Por definir |
| 1.er título de la AFLP - Primera "A"                   |

##### Partido por el ascenso indirecto
| Fecha       | Recinto     | Penúltimo lugar AFLP Primera "A" | Global | Segundo lugar AFLP Primera "B" | Ida | Vuelta |
| ----------- | ----------- | -------------------------------- | ------ | ------------------------------ | --- | ------ |
| Por definir | Por definir | Por definir                      | :      | Por definir                    | -   | -      |

### Oruro (AFO) -Torneo Primera "A" 2023

#### Torneo Adecuación
| Bandera del Departamento de Oruro                     |
| Campeón del Torneo AFO - Primera "A" 2023 Por definir |
| 1.er título de la AFO - Primera "A"                   |

#### Torneo Clausura
| Bandera del Departamento de Oruro                     |
| Campeón del Torneo AFO - Primera "A" 2023 Por definir |
| 1.er título de la AFO - Primera "A"                   |

#### Partidos del ascenso indirecto
| Fecha       | Recinto     | Penúltimo lugar AFO Primera "A" | Global | Segundo lugar AFO Primera "B" | Ida | Vuelta |
| ----------- | ----------- | ------------------------------- | ------ | ----------------------------- | --- | ------ |
| Por definir | Por definir | Por definir                     | :      | Por definir                   | -   | -      |

### Cochabamba (AFC) -Torneo Primera "A" 2023
|                                                          |
| Campeón del Torneo AFC - Primera "A" 2023 Pasión Celeste |
| 1.er título de la AFC - Primera "A"                      |

#### Partidos del ascenso indirecto
| Fecha       | Recinto     | Penúltimo lugar AFC Primera "A" | Global | Segundo lugar AFC Primera "B" | Ida | Vuelta |
| ----------- | ----------- | ------------------------------- | ------ | ----------------------------- | --- | ------ |
| Por definir | Por definir | Por definir                     | :      | Por definir                   | -   | -      |

### Chuquisaca (ACHF) -Torneo Primera "A" 2023
| Bandera del Departamento de Chuquisaca                 |
| Campeón del Torneo ACHF - Primera "A" 2023 Por definir |
| 1.er título de la ACHF - Primera "A"                   |

#### Partidos del ascenso indirecto
| Fecha       | Recinto     | Penúltimo lugar ACHF Primera "A" | Global | Segundo lugar ACHF Primera "B" | Ida | Vuelta |
| ----------- | ----------- | -------------------------------- | ------ | ------------------------------ | --- | ------ |
| Por definir | Por definir | Por definir                      | :      | Por definir                    | -   | -      |

### Tarija (ATF) -Torneo Primera "A" 2023
|                                                       |
| Campeón del Torneo ATF - Primera "A" 2023 Por definir |
| 1.er título de la ATF - Primera "A"                   |

#### Partidos del ascenso indirecto
| Fecha       | Recinto     | Penúltimo lugar ATF Primera "A" | Global | Segundo lugar ATF Primera "B" | Ida | Vuelta |
| ----------- | ----------- | ------------------------------- | ------ | ----------------------------- | --- | ------ |
| Por definir | Por definir | Por definir                     | :      | Por definir                   | -   | -      |

### Potosí (AFP) -Torneo Primera "A" 2023
|                                                       |
| Campeón del Torneo AFP - Primera "A" 2023 Por definir |
| 1.er título de la AFP - Primera "A"                   |

#### Partidos del ascenso indirecto
| Fecha       | Recinto     | Penúltimo lugar AFP Primera "A" | Global | Segundo lugar AFP Primera "B" | Ida | Vuelta |
| ----------- | ----------- | ------------------------------- | ------ | ----------------------------- | --- | ------ |
| Por definir | Por definir | Por definir                     | :      | Por definir                   | -   | -      |

### Santa Cruz (ACF) -Torneo Primera "A" 2023
| Bandera del Departamento de Santa Cruz                |
| Campeón del Torneo ACF - Primera "A" 2023 Por definir |
| 1.er título de la ACF - Primera "A"                   |

#### Partidos del ascenso indirecto
| Fecha       | Recinto     | Penúltimo lugar ACF Primera "A" | Global | Segundo lugar ACF Primera "B" | Ida | Vuelta |
| ----------- | ----------- | ------------------------------- | ------ | ----------------------------- | --- | ------ |
| Por definir | Por definir | Por definir                     | :      | Por definir                   | -   | -      |

### Beni (ABF) -Torneo Primera "A" 2023
| Bandera del Departamento del Beni                     |
| Campeón del Torneo ABF - Primera "A" 2023 Por definir |
| 1.er título de la ABF - Primera "A"                   |

#### Partidos del ascenso indirecto
| Fecha       | Recinto     | Penúltimo lugar ABF Primera "A" | Global | Segundo lugar ABF Primera "B" | Ida | Vuelta |
| ----------- | ----------- | ------------------------------- | ------ | ----------------------------- | --- | ------ |
| Por definir | Por definir | Por definir                     | :      | Por definir                   | -   | -      |

### Pando (APF) -Torneo Primera "A" 2023
| Bandera del Departamento de Pando                     |
| Campeón del Torneo APF - Primera "A" 2023 Por definir |
| 4.to título de la APF - Primera "A"                   |

#### Partidos del ascenso indirecto
| Fecha       | Recinto     | Penúltimo lugar APF Primera "A" | Global | Segundo lugar APF Primera "B" | Ida | Vuelta |
| ----------- | ----------- | ------------------------------- | ------ | ----------------------------- | --- | ------ |
| Por definir | Por definir | Por definir                     | :      | Por definir                   | -   | -      |

### Intercambio de Plazas para la Temporada 2024
| Asociación |  | Equipos descendidos a Primera "B" | Condición   |  | Equipos ascendidos a Primera "A" | Condición                                              |
| ---------- |  | --------------------------------- | ----------- |  | -------------------------------- | ------------------------------------------------------ |
| AFLP       |  | Por definir                       | Por definir |  | Por definir                      | Campeón del torneo AFLP - Primera "B" 2023 Por definir |
| AFO        |  | Por definir                       | Por definir |  | Por definir                      | Por definir                                            |
| AFC        |  | Por definir                       | Por definir |  | Por definir                      | Por definir                                            |
| ACHF       |  | Por definir                       | Por definir |  | Por definir                      | Por definir                                            |
| ATF        |  | Por definir                       | Por definir |  | Por definir                      | Por definir                                            |
| AFP        |  | Por definir                       | Por definir |  | Por definir                      | Por definir                                            |
| ACF        |  | Por definir                       | Por definir |  | Por definir                      | Por definir                                            |
| ABF        |  | Por definir                       | Por definir |  | Por definir                      | Por definir                                            |
| APF        |  | Por definir                       | Por definir |  | Por definir                      | Por definir                                            |

## Primera División - Copa Simón Bolívar Femenina 2023
| Por definir                        | Bandera de Bolivia | Por definir | Por definir |
| Actualizado el 14 de enero de 2022 |                    |             |             |

1. 1 2  «No hay vuelta: Wilster comenzará la temporada con menos 6 puntos». Premium. 9 de enero de 2023. Consultado el 13 de enero de 2023.
2. ↑  https://www.facebook.com/permalink.php?story_fbid=pfbid02zQUFNprQWzbAovygo1zKgV9eDzD2T1jMFdwuNshq2ykfJbNhAr8MkSFPzZoNqkZKl&id=1643071815936979

## Torneos internacionales masculinos

### Copa Conmebol Libertadores 2023
| Cupo      | Equipo          | Vía de clasificación                                                        | Fase inicial   | Fase final       | PJ | PG | PE | PP |
| --------- | --------------- | --------------------------------------------------------------------------- | -------------- | ---------------- | -- | -- | -- | -- |
| Bolivia 1 | Bolívar         | Campeón del Torneo Apertura 2022                                            | Fase de grupos | Cuartos de final | 10 | 5  | 0  | 5  |
| Bolivia 2 | The Strongest   | 2.º puesto de la tabla acumulada de la División Profesional de Bolivia 2022 | Fase de grupos | Fase de grupos   | 6  | 2  | 0  | 4  |
| Bolivia 3 | Always Ready    | 3.º puesto de la tabla acumulada de la División Profesional de Bolivia 2022 | Fase 2         | Fase 2           | 2  | 0  | 0  | 2  |
| Bolivia 4 | Nacional Potosí | 4.º puesto de la tabla acumulada de la División Profesional de Bolivia 2022 | Fase 1         | Fase 1           | 2  | 0  | 0  | 2  |

### Copa Conmebol Sudamericana 2023
| Cupo      | Equipo             | Vía de clasificación                                                        | Fase inicial | Fase final     | PJ | PG | PE | PP |
| --------- | ------------------ | --------------------------------------------------------------------------- | ------------ | -------------- | -- | -- | -- | -- |
| Bolivia 1 | Oriente Petrolero  | 5.° puesto de la tabla acumulada de la División Profesional de Bolivia 2022 | Fase 1       | Fase de grupos | 7  | 1  | 0  | 6  |
| Bolivia 2 | Guabirá            | 6.º puesto de la tabla acumulada de la División Profesional de Bolivia 2022 | Fase 1       | Fase 1         | 1  | 0  | 0  | 1  |
| Bolivia 3 | Atlético Palmaflor | 7.º puesto de la tabla acumulada de la División Profesional de Bolivia 2022 | Fase 1       | Fase 1         | 1  | 0  | 0  | 1  |
| Bolivia 4 | Blooming           | 8.º puesto de la tabla acumulada de la División Profesional de Bolivia 2022 | Fase 1       | Fase de grupos | 7  | 1  | 1  | 5  |

### Copa Libertadores Sub-20 de 2023
| Cupo      | Equipo      | Vía de clasificación               | Fase inicial   | Fase final  | PJ | PG | PE | PP |
| --------- | ----------- | ---------------------------------- | -------------- | ----------- | -- | -- | -- | -- |
| Bolivia 1 | Por definir | Campeón de la Liga Nacional Sub-19 | Fase de grupos | Por definir | 0  | 0  | 0  | 0  |

## Torneos internacionales femeninos

### Copa Libertadores Femenina 2023
| Cupo      | Equipo      | Vía de clasificación                           | Fase inicial   | Fase final  | PJ | PG | PE | PP |
| --------- | ----------- | ---------------------------------------------- | -------------- | ----------- | -- | -- | -- | -- |
| Bolivia 1 | Por definir | Campeón de la Copa Simón Bolívar Femenina 2023 | Fase de grupos | Por definir | 0  | 0  | 0  | 0  |